# K.u.k. Dragonerregiment „Fürst zu Windisch-Graetz“ Nr. 14

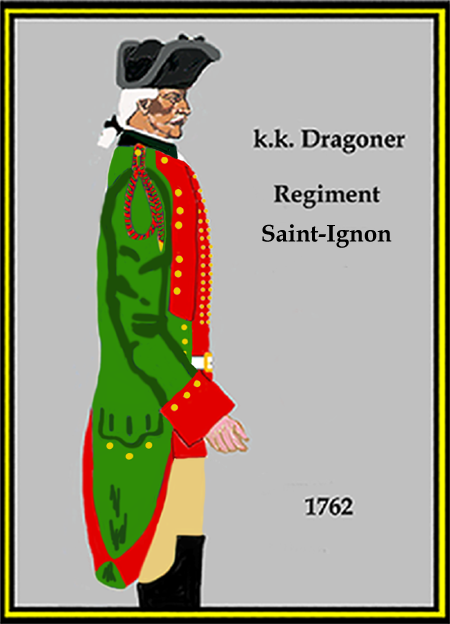
Dragoner-Uniform des Regiments 1762

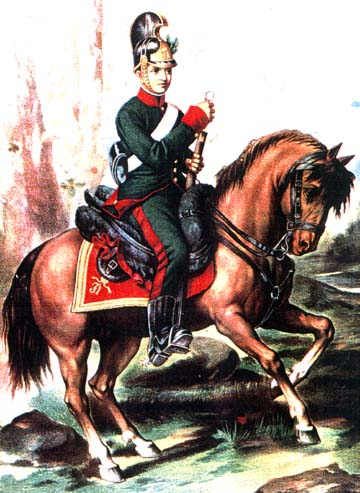
Chevauxleger ca. 1820

Das Regiment wurde 1725 als Dragoner-Regiment Merode in der kaiserlich-habsburgische Armee errichtet. Aus diesem entwickelte sich im Laufe der Zeit bis hin zur Gemeinsamen Armee innerhalb der Österreichisch-Ungarischen Landstreitkräfte das k.u.k. Dragonerregiment „Feldmarschall Alfred Fürst zu Windisch-Graetz“ Nr. 14. Benannt war es nach „Alfred Fürst zu Windisch-Graetz“. Seine Angehörigen wurden auch umgangssprachlich kurz „Windisch-Graetz Dragoner“ genannt.

## Bezeichnungen
1769 wurde dem Regiment in der neu errichteten Kavallerie-Rangliste die Bezeichnung Cavallerie-Regiment Nr. 31 zugeteilt. Der Name lautete jedoch bis 1798 weiterhin nach dem Regimentsinhaber (der nicht auch der Kommandant sein musste). Eine verbindliche Regelung der Schreibweise existierte nicht. (zum Beispiel Regiment Graf Serbelloni – oder Regiment Serbelloni.) Mit jedem Inhaberwechsel änderte das betroffene Regiment dann auch seinen Namen.
Zur Systematik wurden für die Zeit bis 1769 nachträglich folgende Nummerierungen eingeführt: 1725/1 (nach Tessin), Dragonerregiment D IX (nach Bleckwenn).
Nach der Änderung des Systems 1798 galt vorrangig die nummerierte Bezeichnung, die unter Umständen mit dem Namen des Inhabers verbunden werden konnte. Hierbei erfolgte zunächst die Umbenennung in La Tour Dragoner-Regiment Nr. 11. 1802 erhielt das Regiment den Namen La Tour Chevaulegers Nr. 4.
Im Zuge der Heeresreform wurde dem Regiment im Losverfahren die Nr. 14 zugewiesen. Obwohl dem Regiment der Ehrenname 1835 „auf immerwährende Zeit“ zugeteilt worden war, wurden diese im Jahre 1915 ersatzlos gestrichen. Das Regiment hieß von da an nur noch k.u.k. Dragonerregiment Nr. 14. Dies ließ sich jedoch im allgemeinen Sprachgebrauch nicht durchsetzen, insbesondere da die sparsame k.u.k. Militäradministratur verfügt hatte, zuerst alle vorhandenen Stempel und Formulare aufzubrauchen.
Seit dem Jahr 1757 wurde im Regiment, zum Andenken an die Tapferkeit, welche in der Schlacht bei Kolin von der noch ganz jungen, unbärtigen Mannschaft bewiesen worden war, vom Regimentskommandanten bis zum Gemeinen entgegen der Barttragepflicht in der k.k. Armee kein Schnurrbart getragen. Dieses Privileg wurde von Kaiser Franz Joseph I. am 5. Oktober 1850 nochmals bestätigt. Nachdem im Jahre 1869 im gesamten k.k. Heer die Barttragepflicht abgeschafft worden war, wurde dem Regiment mit Allerhöchster Entschließung vom 7. Dezember 1869 als Ausgleich die Erlaubnis erteilt, an der ausnahmsweise belassenen Standarte ein besonderes Band mit dem als Devise eingestickten Stadtnamen „Kolin“ anzubringen. Seit dem Jahr 1791 war an der Regimentsstandarte auch eine große goldene Ehrenmedaille mit Öhr und Band befestigt, die das Brustbild von Kaiser Leopold II. trug und mit der Aufschrift: À la fidélité et valeur signalée du regiment de Latour-Dragons, reconnue par l’Empereur et Roy versehen war.
Das Regiment galt als Eliteregiment und war das einzige Kavallerieregiment der Monarchie, das nach Abschaffung der Standarten 1868 seine Standarte behalten durfte (bis 1918).

## Formationsgeschichte
- 1725 aus den 1714 aus Spanisch-Habsburgischen in den kaiserlichen Dienst übergetretenen niederländischen National-Regimentern Westerloo, de Ligne und Holstein-Norburg als reguläres Dragoner-Regiment aufgestellt
- 1731 wurden Teile der aufgelösten Auctions-Kompanien der Regimenter Savoyen (Nr. 13), Phillipi (Husarenregiment Nr. 15) und Batthyányi (Dragoner Nr. 10) eingegliedert
- 1732 Umbenennung in Dragoner-Regiment de Ligne
- 1740 wurden zwei Kompanien des aufgelösten Dragoner-Regiments Württemberg[A 1] eingegliedert
- 1757 Dragoner-Regiment Daun
- 1758 Dragoner-Regiment Löwenstein-Wertheim
- 1760 in Chevauxlegers-Regiment Nr.4 umgewandelt
- 1769 erhielt das Regiment die Kavallerie-Ranglistennummer 31
- 1791 Umgewandelt in ein Chevauxlegers-Regiment
- 1798 Umgewandelt in Leichtes Dragoner-Regiment Nr. 14. Abgabe der 2. Majorsdivision zur Errichtung des leichten Dragoner-Reg. Nr. 13 (später Husaren-Reg. Nr. 16)
- 1802 Umgewandelt in Chevauxlegers-Regiment Nr. 4
- 1851 Umgewandelt in Dragoner-Regiment Nr. 7
- 1854 Abgabe der 4. Division als Stamm des neuerrichteten Dragoner-Regiment Nr. 8
- 1860 Umbenennung in Dragonerregiment Nr. 2
- 1867 Umbenennung in Dragonerregiment „Fürst zu Windisch-Graetz“ Nr. 14
- 1915 Umbenennung in Dragonerregiment Nr. 14

## Ergänzungsbezirke

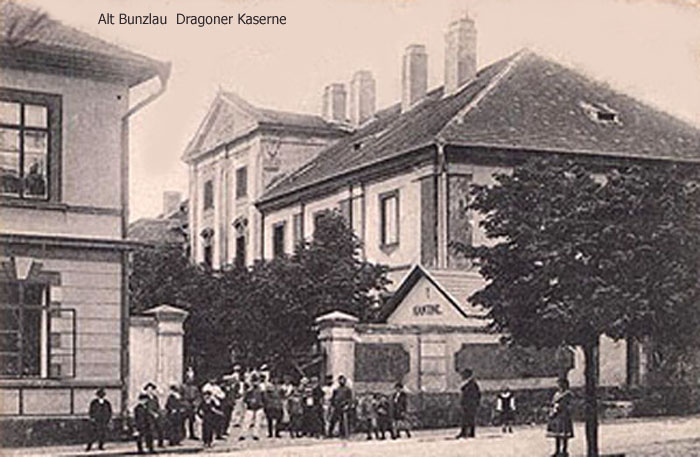
Kaserne der 1. Eskadron in Altbunzlau

- Bis zur Aufgabe der Österreichischen Niederlande 1797 ergänzte sich das Regiment aus dieser Provinz.
- 1801 Niederösterreich
- 1817 Böhmen
- 1853 Jungbunzlau
- 1857–60 aus Neuhaus, Prag, Pilsen und Theresienstadt
- 1860–72 aus Písek, Prag, Pilsen, Neuhaus
- 1873–83 Neuhaus und Pilsen
- 1883–89 zusätzlich aus Budweis
- Seit 1889 aus dem Bereich des VIII. Korps (Prag)

## Friedensgarnisonen
| I. | II. | III. |
| --- | --- | --- |
| - 1725–34 Oudenarde - 1735 Luxemburg - 1737–45 Mons - 1749–56 Gent - 1763 Brüssel - 1766–79 Mons - 1787–89 Brüssel - 1791 Tournai - 1798–99 Dittmaning - 1801 Ungarisch Brod - 1802–05 Gaya, dann Neuhaus - 1807 Groß Tapolcsán - 1808–09 Gaya dann St. Georgen (Pressburg) | - 1810 Rakonitz - 1810 Esseg - 1811 Radkersburg - 1812–13 Gross-Kanizsa - 1814–15 Bochnia - 1816 Klattau - 1820–21 Wien, dann Stanghella (Venetien) - 1821 Neapel und Nocera - 1822 Vicenza - 1825 Güns - 1829 Kecskemét - 1830 Ungarisch-Brod - 1831 Wels - 1835 Wien | - 1837 Radkersburg - 1847–48 Vicenza - 1849 Dornbirn und Telfs - 1850 Weihers (bei Cassel) - 1851 Elmshorn - 1852 Podiebrad, dann Saaz - 1854 Jaworów (Jaworiw) - 1855 Brandeis - 1859–66 Alt-Bunzlau - 1866 Wien - 1868 Wessely - 1871 Güns - 1885 Klattau - 1903 Stanislau - 1912 Brandeis an der Elbe - 1914 Stab + 3. Esk. Brandeis an der Elbe - 1. Esk. Altbunzlau - 2. + 5. Esk. Prag - 4. + 6. Esk. Dobřan |

## Regimentsinhaber
- 1725 Feldmarschalleutnant[5]Johann Philipp Marquis Westerloo Graf von Merode
- 1732 Feldmarschalleutnant Ferdinand Prinz de Ligne
- 1757 Feldmarschalleutnant Benedict Graf Daun (erhielt 1758 das Kürassierregiment K 13)
- 1758 Feldmarschalleutnant Christian Philipp Fürst Löwenstein-Wertheim
- 1759 Generalmajor Joseph Graf Saintignon
- 1779 Generalmajor Nicolaus Graf D’Arberg (als französischer Untertan Inhaberschaft zurückgegeben)
- 1789 Generalmajor Wilhelm Herzog D’Ursel (als französischer Untertan Inhaberschaft zurückgegeben)
- 1790 Feldmarschalleutnant Maxmilian Graf Baillet von Latour
- 1806 General der Kavallerie Carl Freiherr von Vincent (ab 1826 im Ausland beurlaubt, vertreten durch Heinrich von Bellegarde)
- 1835 Feldmarschalleutnant Alfred Fürst zu Windisch-Graetz
- 1862 Feldmarschalleutnant Karl Graf von Coudenhove

## Regiments-Kommandanten
| I. | II. | III. |
| --- | --- | --- |
| - 1725 Obrist Carl Wildgraf Daun zu Kyrburg - 1728 Obrist Ludwig Theodor Baron Courriéres et d’Ongnies - 1735 Obristlieutenant-Obrist Ludwig Graf Brevécque - 1745 Obrist Peter Joseph de Coudrelier - 1751 Obrist Theodor Lefévre - 1757 Oberst Jacob Franz Graf Thiennes - 1758 Oberst Carl, Chevalier de la Marliér Thoricout - 1760 Oberst Carl Alexander Freiherr von Bietagh - 1768 Oberst Alexander Freiherr von De Fin - 1773 Oberst Carl Freiherr von Lilien - 1777 Oberst Leopold Graf Longueval-Buquoi - 1779 Oberst Ludwig Graf Civalart-Happoncourt - 1789 Oberst Nicodem Chevalier de la Bailly | - 1790 Oberst Friedrich Freiherr von Bueren - 1791 Carl Freiherr von Pforzheim - 1793 Oberst Franz von Roe - 1797 Oberst Ferdinand de Mondet - 1800 Oberst Armand von Nordmann - 1804 Oberst Ignaz Freiherr von Lederer - 1809 Oberst Goswin de Fierland - 1812 Oberst Franz Freiherr von Gallois - 1817 Oberst Karl Freiherr von Scheibler - 1823 Oberst Joseph Ritter v. Böhm - 1831 Oberst Carl Freiherr von De Vaulx - 1837 Oberst Carl Pfeifer von Ehrenstein - 1845 Oberst August Freiherr von Godart - 1847 Oberst Nicolaus Edler von Spiegelberg - 1849 Oberst Nicetas Freiherr von Csollich - 1853 Oberst Wilhelm Prinz zu Schleswig-Holstein | - 1854 Oberst Gustav Göttmann von Gottesburg - 1857 Erzherzog Joseph (2. Oberst) - 1859 Oberst August Graf Bellegarde - 1866 Oberst Ludwig Fürst zu Windisch-Graetz - 1869 Oberst Ferdinand Freiherr Tunkl von Asprung und Hohenstadt - 1875 Oberstlieutenant-Oberst Alexander Graf Üxküll-Gyllenband - 1880 Oberst Alois Prinz zu Liechtenstein - 1887 Oberst Graf Alois von Paar - 1892 Oberstlieutenant-Oberst Rudolph Ritter von Brudermann, - 1897 Oberstlieutenant-Oberst Oscar Freiherr Weber von Ebenhof - 1903 Oberst Maximilian Hirsch - 1906 Oberst Ferdinand Haas - 1911 Oberst Durchlaucht Felix Prinz zu Schwarzenberg |

## Gefechtskalender
Polnischer Thronfolgekrieg

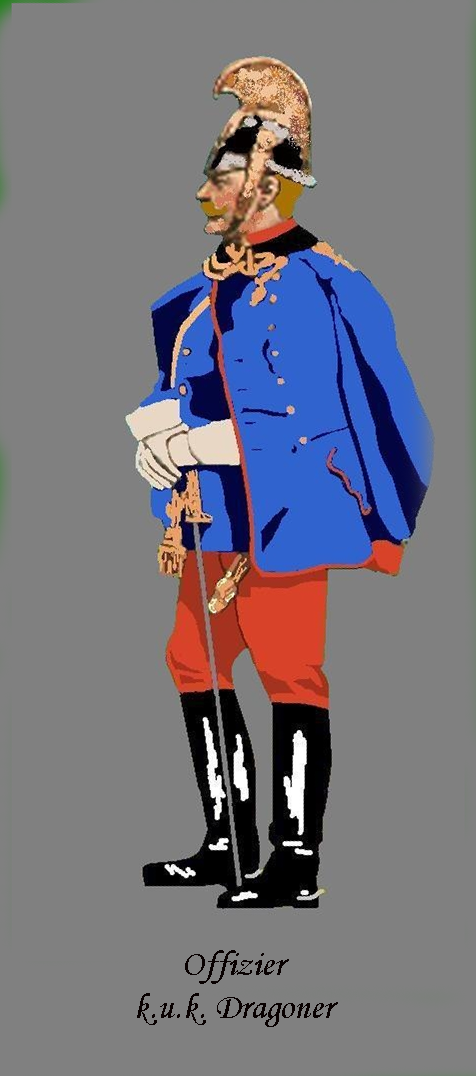
Offizier des Regiments en Parade

- 1734 Bei der Reichsarmee in Deutschland. Keine Gefechtstätigkeit
- 1735 Zum Mosel-Korps abgestellt, die Grenadier-Kompanie steht im Gefecht bei Clausen

Österreichischer Erbfolgekrieg
- 1743 mit der pragmatischen Armee Gefecht bei Dettingen. Danach in die Niederlande verlegt. Keine Gefechtstätigkeit
- 1745 4 Eskadronen bei der Armee am Rhein und Main, der Rest des Regiments nahm an der Schlacht bei Fontenoy teil
- 1746 Schlacht bei Ramillies
- 1747 Schlacht bei Lauffeldt

Siebenjähriger Krieg
1757 Schlacht bei Kolin, Schlacht bei Leuthen
- 1758 Sicherungsdienste in Mähren, Schlacht bei Hochkirch
- 1759 im Korps de Ville in Schlesien. Kämpfe bei Zurlau, später mit der Hauptarmee im Gefecht bei Maxen
- 1760 Als Chevaulegers-Regiment anfänglich in Schlesien, später zur Hauptarmee detachiert wurde es während der Schlacht bei Torgau von überlegener feindlicher Kavallerie angegriffen und musste nach schweren Verlusten zum größten Teil die Waffen strecken
- 1761 im Korps Loudon beteiligte sich eine Abteilung am Gefecht bei Hartmannsdorf
- 1762 im Korps Brentano nahmen Abteilungen an den Gefechten bei Adelsbach, Dittmannsdorf und Nieder-Peilau teil

Bayerischer Erbfolgekrieg
- 1778 Als Dragoner-Regiment bei der Hauptarmee in Böhmen
- 1779 ein Detachement kämpfte bei Olbersdorf
- 1790/91 Gefechte bei Nassogne, Haut-Fay, Grand-Sinsin, l’Ètoile, Ychippe und Andenne

Koalitionskriege
- 1792 als Chevauxlegers-Regiment standen Abteilungen in den Gefechten bei Lamain, Glisuelle, Harlebeke, Orchies, Lille, Mons und in der Schlacht von Jemappes, wo die 2. Majors-Division verlorenen Geschütze wiedereroberte. Später deckten zwei Divisionen den Rückzug des Korps Clerfayt hinter die Roer.
- 1793 Kämpfe bei Aldenhoven, Neerwinden und Famars, später vor Maubeuge, bei Beaumont, Merbes-le-Chateau, Fauquemont und Condé
- 1794 Teile des Regiments kämpfen vor Landrecies, Belleghem, Courtray-Ingelmunster und Roulers. Die 2. Majorsdivision stand anfänglich vor Douai und beteiligte sich dann an der Verteidigung von Valenciennes. Zwei Divisionen deckten den Rückzug der Armee und standen im Gefecht bei Tongeren
- 1795 am Niederrhein, später vor Mannheim, dann in Gefechten bei Hachenburg und Frankenthal
- 1796 bei der Niederrhein Armee (Korps Werneck) in Gefechten bei Sulzbach, Amberg, Würzburg, Gießen und Freilingen. Sicherungsdienste an der Sieg.
- 1797 Gefecht bei Kirburg
- 1799 Als Dragoner-Regiment bei der Armee in Deutschland in Gefechten bei Ostrach und Stockach, dann in der Schweiz bei Zürich und später vor Mannheim
- 1800 Gefecht bei Engen, Möskirch und mit Auszeichnung bei Neuburg. Später Kämpfe bei Ampfing und Salzburg (Viehhausen)
- 1805 Als Chevauxlegers-Regiment Nr. 4 Kämpfe bei Wertingen und Jungingen. Zwei zur Bedeckung des Artillerieparks detachierten Divisionen schlugen sich nach Böhmen durch, die zwei anderen zum Korps Erzherzogs Ferdinand. Wegen des schwachen Personalbestandes wurde das Regiment später zu einer Division zusammengefasst. Diese stand dann im Gefecht bei Stecken
- 1809 Im II. Korps in Deutschland mit Kämpfen bei Dinzling, Schierling (Oberpfalz), Eggmühl und Regensburg. Schlacht bei Aspern. In der Schlacht bei Wagram ritt das Regiment Attacken bei Baumersdorf.

Befreiungskriege
- 1813 Kämpfe in der Schlacht um Dresden, zwei Eskadronen zeichneten sich auf dem Rückzug als Nachhut aus. Scharmützel bei Freiberg, Gefecht bei Stössen-Wethau und Teilnahme an der Völkerschlacht bei Leipzig. Ein Streif-Kommando überfiel Neufchatel und erbeutete bedeutendes Kriegsmaterial.
- 1814 bei der Blockade von Besançon und bei der Einnahme von Chalon-sur-Saône. Gefechte bei Maison-Blanches, Macon, Lyon und Romans

Herrschaft der Hundert Tage
- 1815 Kämpfe vor Schlettstadt, eine Eskadron im Gefecht bei Marckolsheim

Risorgimento
- 1821 Feldzug nach Neapel. Keine Gefechtstätigkeit

Revolution von 1848/1849 im Kaisertum Österreich
- 1848 Einzelne Detachements kämpfen in Italien bei Castelnuovo, Santa Guistina und Giotto. Feldzug nach Modena. Eine Eskadron im Korps Nugent im Gefecht bei Udine, Visnadello und Olmo. Eine Division wurde gegen die Freischaren Garibaldis eingesetzt.
- 1849 Zwei Divisionen kämpften in der Schlacht bei Novara, wobei sich die 2. Majors-Division unter Karl von Ergert besonders auszeichnete. Eine Division nahm am Feldzug in die Romagna teil und hatte Gefechte bei Bologna. An der Einnahme von Ancona beteiligt. Zwei Divisionen verlegten dann nach Vorarlberg, wo das Regiment im Oktober wieder zusammengeführt wurde.

Deutsch-Dänischer Krieg
- 1864 Teile des Regiments überschritten die Eider, und nahmen dem Gefecht bei Torfschoppen und an dem Vormarsch nach Jütland teil.

Deutscher Krieg
- 1866 Fünf Eskadronen kämpften in der 1. leichten Kavallerie-Division bei Trautenau, Neu-Rognitz, dann in der Schlacht bei Königgrätz, bei Pardubitz, Chrudim und Znaim.

Okkupationsfeldzug in Bosnien
- 1878 Das Regiment stand zur Disposition des Armee-Kommandos an der Save in Bereitschaft

Erster Weltkrieg
Im Ersten Weltkrieg sahen sich die Dragoner den unterschiedlichsten Verwendungen ausgesetzt. Sie kämpften zunächst im Regimentsverband kavalleristisch, wurden aber auch auf allen Kriegsschauplätzen infanteristisch verwendet.

## Verbleib
Nach der Proklamation der Tschechoslowakei als eigenständiger Staat im Oktober 1918 wurden die tschechischstämmigen Soldaten von der Interimsregierung aufgerufen, die Kampfhandlungen einzustellen und nach Hause zurückzukehren. In der Regel wurde dieser Aufforderung von der mehrheitlich tschechischen Mannschaft des Regiments Folge geleistet. Somit war der Verband seinem bisherigen Oberkommando, dem k.u.k. Kriegsministerium entzogen und konnte von diesem nicht demobilisiert und allenfalls theoretisch aufgelöst werden. Ob, wann und wo eine solche Auflösung stattgefunden hat, ist gegenwärtig nicht bekannt.

## Status und Verbandszugehörigkeit 1914
VIII. Armeekorps - 1. Kavalleriebrigade
Nationalitäten: 59 % Tschechen - 29 % Deutsche - 12 % Verschiedene
Regimentssprache: Tschechisch und Deutsch

## Gliederung
Ein Regiment bestand in der Österreichisch-Ungarischen Kavallerie in der Regel ursprünglich aus drei bis vier (in der Ausnahme auch mehr) Division. (Mit Division wurde hier ein Verband in Bataillonsstärke bezeichnet. Die richtige Division wurde Infanterie- oder Kavallerie-Truppendivision genannt.) Jede Division hatte drei Eskadronen, deren jede wiederum aus zwei Kompanien bestand. Die Anzahl der Reiter in den einzelnen Teileinheiten schwankte, lag jedoch normalerweise bei etwa 80 Reitern je Kompanie, bzw. 160 Reitern je Eskadron.
(Bei der, durch Kaiser Joseph II. begonnenen Heeresreform wurde die Kompaniegliederung innerhalb der Kavallerie aufgegeben.)
Die einzelnen Divisionen wurden nach ihren formalen Führern benannt:
- die 1. Division war die Oberst-Division
- die 2. Division war die Oberstlieutenant (Oberstleutnant)-Division
- die 3. Division war die Majors-Division
- die 4. Division war die 2. Majors-Division
- die 5. Division (soweit vorhanden) war die 3. Majors-Division

Bedingt durch die ständige Umbenennung sind die Regimentsgeschichten der österreichisch-ungarischen Kavallerie nur sehr schwer zu verfolgen. Hinzu kommt die ständige und dem Anschein nach willkürliche, zum Teil mehrfache Umklassifizierung der Verbände.
Im Zuge der Heeresreform wurden die Kavallerie-Regimenter ab 1860 auf zwei Divisionen reduziert.
- Siehe auch → k.u.k. Dragoner